# Tiên Hà
Tiên Hà is een xã in het district Tiên Phước, een van de districten in de Vietnamese provincie Quảng Nam. Tiên Hà heeft ruim 4100 inwoners op een oppervlakte van 37,84 km².

## Geografie en topografie
Tiên Hà ligt in het noorden van de huyện Tiên Phước. In het westen grenst Tiên Hà aan de huyện Hiệp Đức. De aangrenzende xã's in Hiệp Đức zijn Thăng Phước, Bình Sơn en Bình Lâm. De aangrenzende xã's in Tiên Phước zijn Tiên Sơn, Tiên Cẩm en Tiên Châu.
De Tién stroomt door Tiên Hà.

## Verkeer en vervoer
Een belangrijke verkeersader is de tỉnh lộ 614. De 614 verbindt thị trấn Tiên Kỳ met de tỉnh lộ 611B in xã Quế Thọ. De weg gaat naast Tiên Hà, Tiên Kỳ en Quế Thọ door de xã's Tiên Cẩm, Tiên Châu en Bình Lâm.